# Amália de Nassau
Amália Gabriela Maria Teresa (em francês: Amalia Gabriela Maria Theresa; Luxemburgo, 15 de junho de 2014) é uma princesa de Nassau, filha do príncipe Félix de Luxemburgo e de sua esposa, Claire Lademacher. É neta do atual grão-duque de Luxemburgo, Henrique, e de sua esposa, a grã-duquesa Maria Teresa.  
Ela tem um irmão mais novo, o príncipe Liam de Nassau.
Quando nasceu, Amália era considerada oficialmente a futura Grã-Duquesa Herdeira de Luxemburgo, uma vez que ocupava a terceira posição na linha de sucessão ao trono luxemburguês, atrás de seu pai e de seu tio mais velho, o príncipe Guilherme, Grão-Duque Herdeiro de Luxemburgo. Isto mudou com o nascimento, em maio de 2020, de seu primo em primeiro grau, o príncipe Carlos de Luxemburgo, primeiro filho de Guilherme e sua esposa, Stéphanie.
Atualmente, Amália é a quarta na linha de sucessão ao trono luxemburguês. 

## Nascimento e batismo
No dia 14 de janeiro de 2014, o site oficial do grão-ducado anunciou que o príncipe Félix de Luxemburgo e sua esposa Claire de Luxemburgo estavam à espera de seu primeiro filho juntos.
Em 15 de junho de 2014, Amália nasceu na maternidade grã-duquesa Charlotte, na cidade de Luxemburgo. Na ocasião, pesava 2,95kg e media 50cm.
Um comunicado da casa grão-ducal anunciava o seu nascimento: "Suas altezas reais o grão-duque e a grã-duquesa estão encantados em anunciar o nascimento do primeiro filho de suas altezas reais o príncipe Félix e a princesa Claire. O príncipe Félix permaneceu com a mulher durante o parto. Mãe e filha encontram-se muito bem!".
O seu nome completo foi divulgado juntamente com o anúncio de seu nascimento.
Amália foi batizada em 12 de julho de 2014, na Capela de Saint-Ferréol-de Longues, localizada na França. Os seus padrinhos são:
- Princesa Alexandra de Luxemburgo, a sua tia paterna;
- Felix Lademacher, o seu tio materno;

## Títulos e estilos
- 15 de junho de 2014 - presente: Sua Alteza Real a Princesa Amália de Nassau, Princesa de Bourbon-Parma.